# Ernest Eustice
Ernest Jenkin „Ernie” Eustice (ur. 30 listopada 1904 w Johannesburgu, zm. 30 marca 1958 tamże) – południowoafrykański bokser wagi piórkowej, olimpijczyk.
Brał udział w boksie (w wadze piórkowej) na letnich igrzyskach olimpijskich w 1924, które odbyły się w Paryżu, zajmując 17. miejsce.